# 21세기 위원회
《21세기 위원회》(Committee of the 21st Century)는 1998년 4월 20일부터 2001년 12월 16일까지 방송되었던 예능 프로그램이다.

## 기획 의도
매주 한가지 주제를 통해 시청자에게 꼭 필요한 정보와 건강한 웃음을 주는 예능 프로그램이다.

## 방송 시간
| 방송 채널 | 방송 기간                           | 방송 시간                            |
| --------- | ----------------------------------- | ------------------------------------ |
| MBC TV    | 1998년 4월 20일 ~ 1998년 12월 21일  | 매주 월요일 밤 11시 ~ 11시 50분      |
| MBC TV    | 1999년 1월 4일 ~ 2000년 5월 8일     | 매주 월요일 저녁 7시 30분 ~ 8시 25분 |
| MBC TV    | 2000년 5월 15일 ~ 2001년 10월 29일  | 매주 월요일 저녁 7시 25분 ~ 8시 20분 |
| MBC TV    | 2001년 11월 11일 ~ 2001년 12월 16일 | 매주 일요일 오전 10시 ~ 11시         |

## 진행자
- 브루노
- 구본승
- 김흥국
- 이경규
- 김수용
- 김용만
- 정은아
- 김국진

## 역대 코너
- 칭찬합시다
- 거리 인터뷰
- 이러쿵 저러쿵
- 정보쇼 홍보특위
- 요리쿡 조리쿡